# Great Seal bug

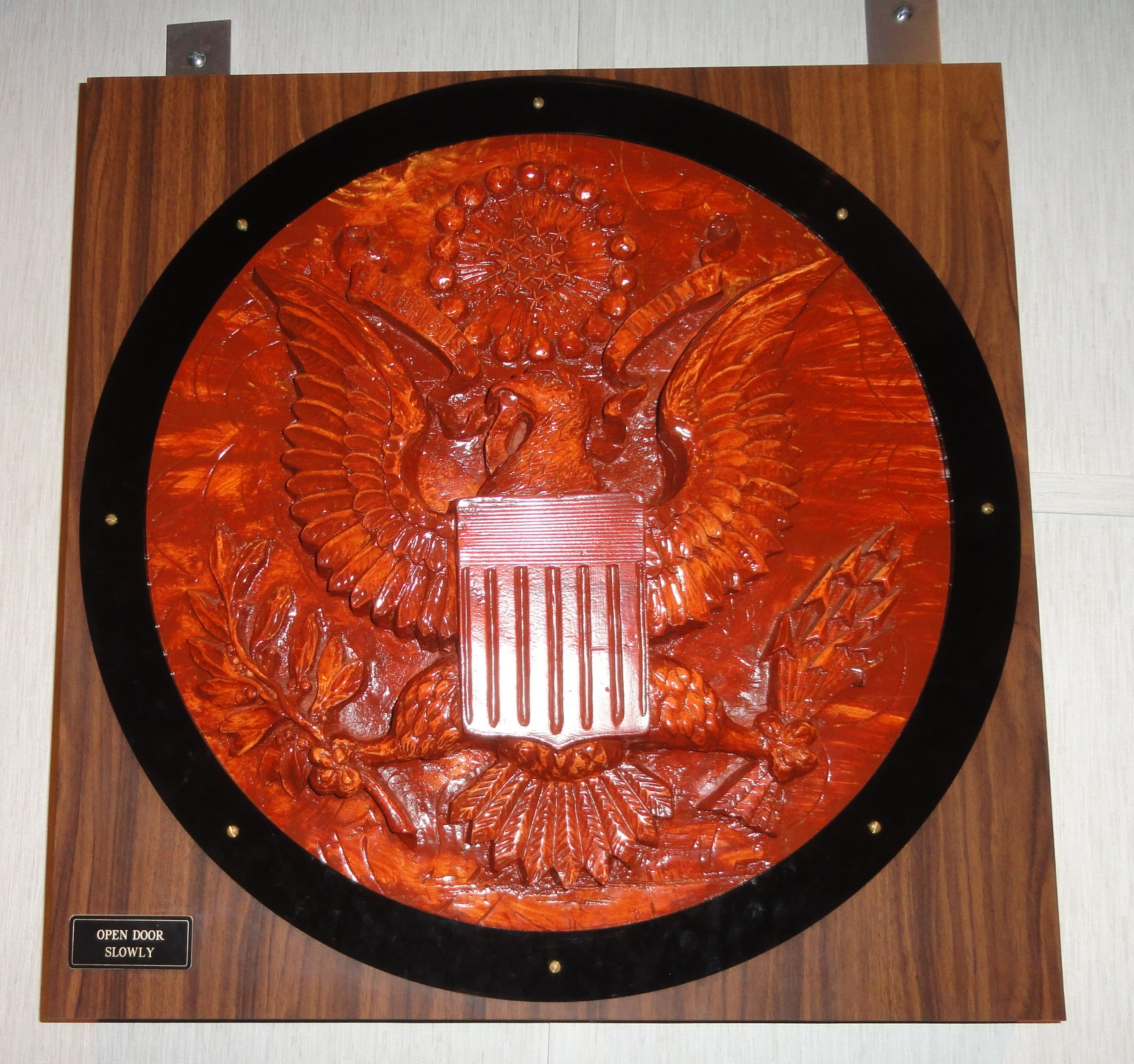
Replika reliéfu státního znaku Spojených států amerických - ve sbírkách Národního kryptologického muzea. Uvnitř originálu se nacházelo odposlouchávací zařízení.

Great Seal bug, označovaný také v angličtině jako „The Thing“, bylo bezdrátové pasivní odposlouchávací zařízení, které pracovalo v pásmu ultrakrátkých vln. Mezi další označení patří endovibrátor nebo chrysostom. Ke svému provozu nevyžadovalo žádný zdroj napájení. Bylo aktivní jen v okamžiku, kdy anténa odposlechu zachytila signál z vysílacího zařízení. Tyto vlastnosti jej činili obtížně odhalitelným a umožnily jeho dlouhodobé nasazení.
Vynalezl jej sovětský vynálezce Lev Sergejevič Těrmen. Odposlouchávací zařízení se nacházelo od roku 1945 na americké ambasádě v Moskvě. K odhalení odposlechu na ambasádě došlo až po sedmi letech jeho provozu.

## Konstrukce a princip fungování

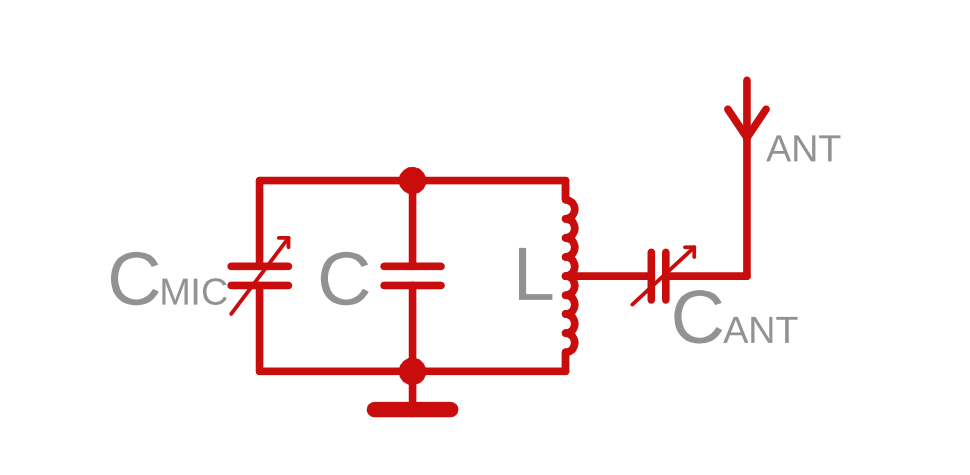
Elektronické zapojení odposlouchávacího zařízení „The Thing“

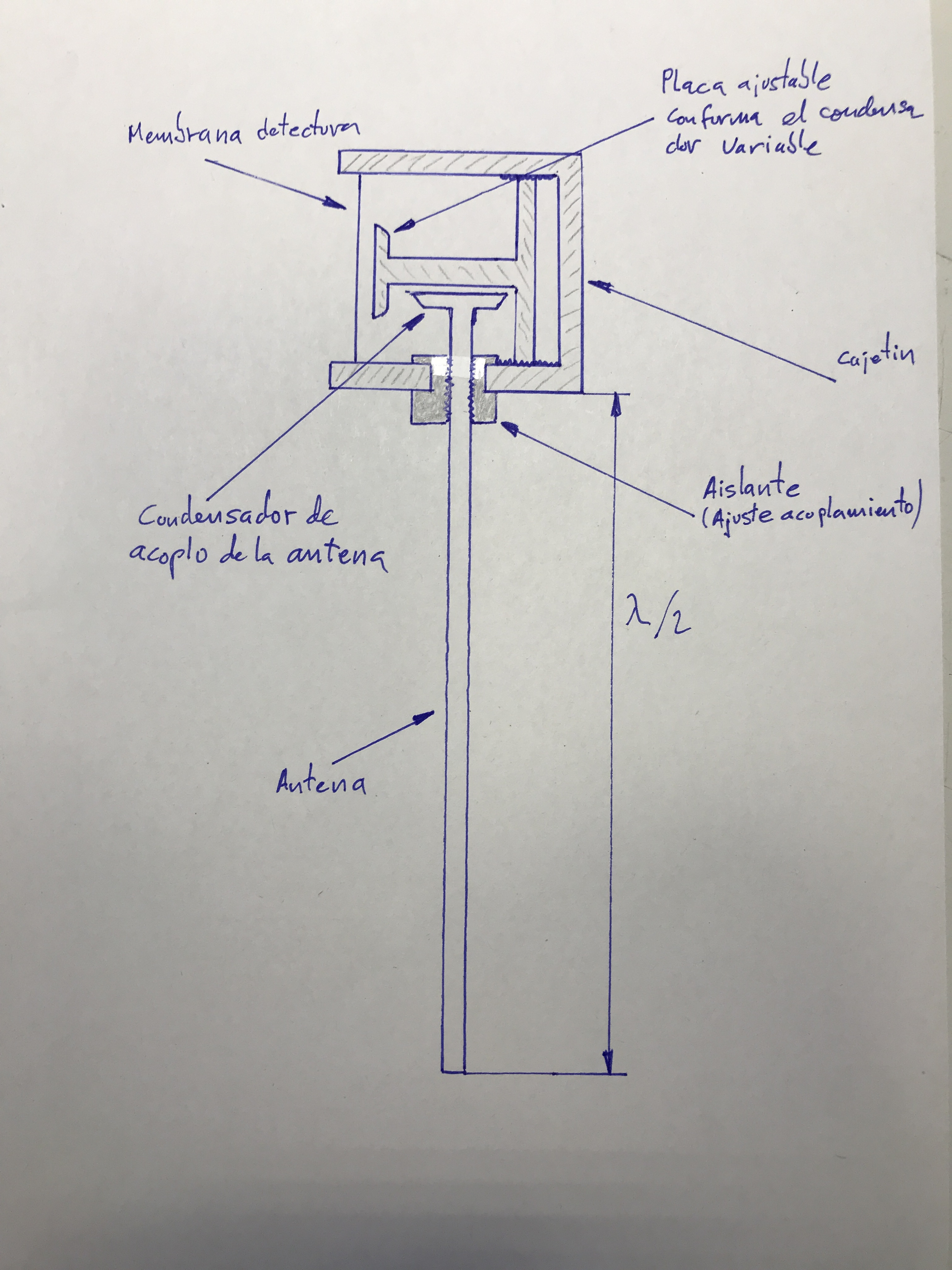
Řez odposlouchávacím zařízením

Great Seal bug bylo pasivní odposlouchávací zařízení, které nepotřebovalo ke svojí funkci žádnou baterii, ani nevyžadovalo napájecí zdroj. Bylo tvořeno dutým kovovým válečkem, který měl šroubovací dno na jedné straně a na druhé straně měl tenkou postříbřenou membránu. Ta se pohybovala nad vodivou plochou, která se nalézala uvnitř kovového válečku na sloupku, který byl spojen sešroubovacím dnem. Tato část tvořila kondenzátor, který měnil svou kapacitu podle vibrací kovové membrány. Zařízení se chovalo jako dutinový rezonátor, který se skládal z paralelního rezonančního LC obvodu. Z dutinového rezonátoru byla vyvedena anténa, jejíž délka byla 23 cm. Což odpovídalo 1,5 násobku použité vlnové délky. Vnější průměr těla dutinového rezonátoru měl průměr 2,4 cm a byl vysoký necelé 2 cm.
Hmotnost odposlechu byla 31 g.
Aby odposlouchávací zařízení vysílalo, bylo zapotřebí směrem k němu vysílat signál na nějž byl naladěn. Tento signál měl podle odtajněné zprávy FBI mít frekvenci okolo 1 700 až 1 800 MHz. Na zachycený signál se v dutinovém rezonátoru namodulovaly vibrace, které zachytila tenká postříbřená membrána. A toutéž anténou došlo zpět k vysílání zachyceného zvuku, který byl modulován převážně amplitudovou modulací.

## Historie
Vynálezce Lev Sergejevič Těrmen, který byl po svém návratu do Sovětského svazu uvězněn v Burytské věznici, kde byl uvězněn kvůli podezření z podílu na vraždě Kirova. Byl odsouzen za vlastizradu na deset let v gulagu Magadan, z něhož jej dostal letecký konstruktér Andrej Nikolajevič Tupolev, který jej přetáhl do Moskvy, kde začal pracovat pro KGB. 
4. srpna 1945 obdržel americký velvyslanec William Averell Harriman v SSSR od všesvazové pionýrské organizace V. I. Lenina dřevěný reliéf státního znaku Spojených států amerických. Některé zdroje uvádějí, že k předání došlo až v roce 1946. V němž se nacházelo odposlechové zažízení vyvinuté Těrmenem. Dřevěný reliéf byl umístěn do knihovny ve Spaso House, kde sídlili američtí velvyslanci v Moskvě.
Těrmen později získal Stalinovu cenu za vývoj odposlechových zařízení.
Reliéf byl umístěn v knihovně rezidence Spaso House, která byla také používána jako obývací pokoj a v roce 1947 i jako dočasná kancelář ministra zahraničí Marshalla během zasedání Rady ministrů zahraničí v Moskvě.

### Odhalení
Při odposleších ruského leteckého provozu zachytil britský operátor jasný a čistý hlas britského leteckého atašé. To vyvolalo podezření, že je ambasáda odposlouchávána. Ve snaze najít odposlech byla ambasáda prohledána, ale zařízení se nepodařilo nalézt. 
Podobný záchyt vysílání uskutečnil v roce 1952 také americký operátor, který zachytil rozhovor, který vycházel ze Spaso House.
Podle zveřejněné zprávy FBI bylo při mnoha příležitostech zachyceno vysílání z britské i americké ambasády v Moskvě v období, které trvalo více než rok. 11. září 1952 zachytil technik Joseph Bezjian hlas velvyslance a nalezl odposlouchávací zařízení uvnitř reliéfu státního znaku. Zařízení bylo následně převezeno do Washingtonu D.C., kde bylo podrobeno další analýze, jejímž cílem bylo zjistit, jak zařízení funguje, a najít způsoby, jak jej objevit nebo rušit.

### Zveřejnění

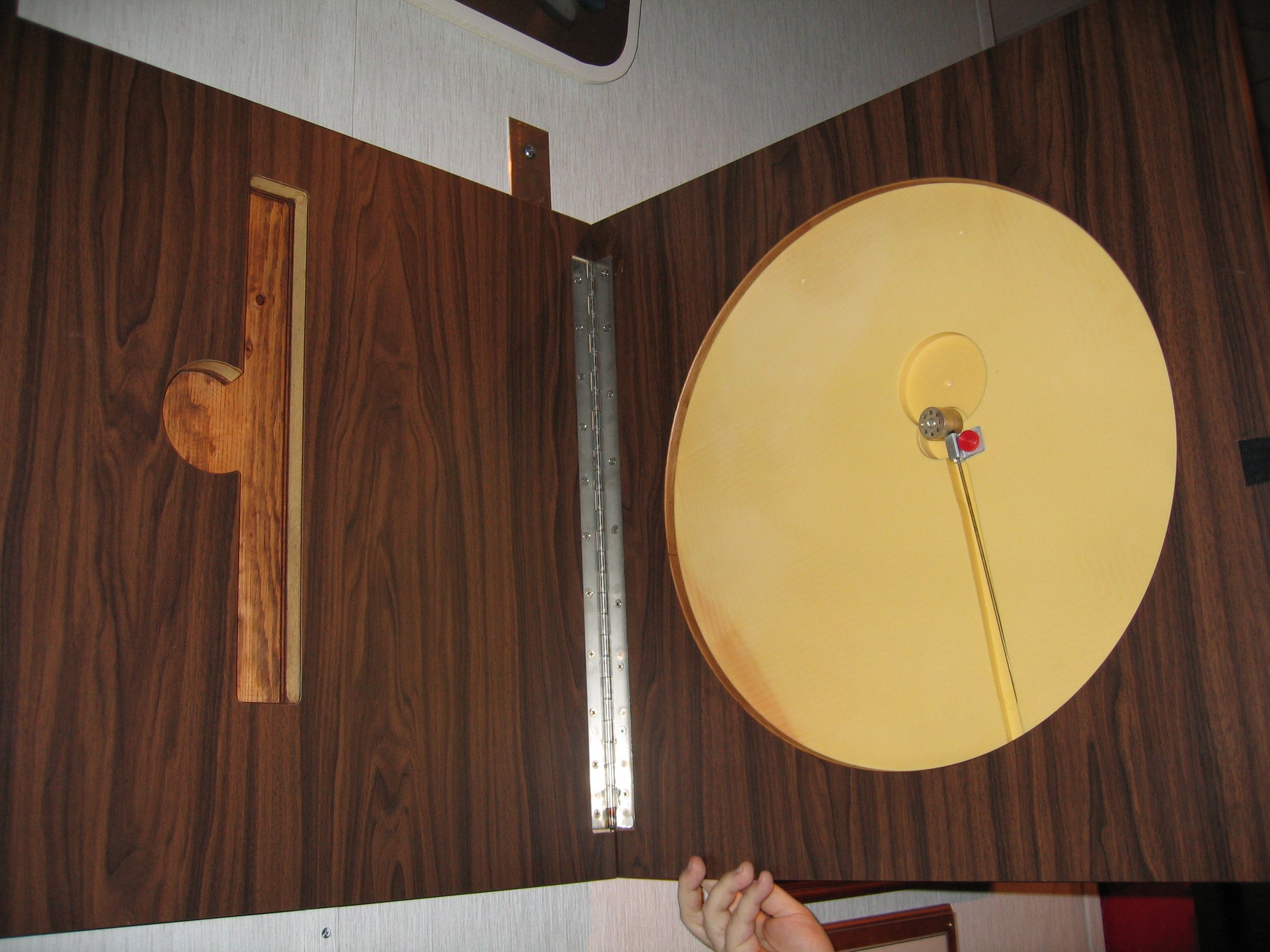
Replika odposlouchávacího zařízení

Po sestřelení špionážního letounu U-2 v květnu roku 1960, které pilotoval Francis Gary Powers, se americká diplomacie snažila o zmírnění aféry U-2. Jednou z těchto snah bylo i veřejné odhalení odposlechového zažízení. K tomu došlo během slyšení Rady bezpečnosti Organizace spojených národů, které se odehrálo 26. května 1960, kdy jej odhalil americký velvyslanec při OSN Henry Cabot Lodge Jr., který se tím snažil poukázat na to, že špionáž mezi oběma národy byla vzájemná.

### Další vliv
Po odhalení odposlechu a objevení způsobu, jakým pracuje, vyvinuli Britové podobné odposlechové zařízení, které dostalo název SATYR, které bylo v průběhu 50. let 20. století používáno Američany, Australany, Brity a Kanaďany. CIA na základě tohoto odposlechu vyvíjela ve spolupráci s nizozemskou zpravodajskou službou vlastní zařízení pro operaci Easy Chair, které mělo skončit v kanceláři sovětského velvyslance v Haagu. Energetické nároky potřebné pro přenos dat v radiofrekvenčním pásmu touto cestou CIA od dalšího pokračování odradily.